# Statue de Mahatma Gandhi (San Francisco)
La statue Mohandas K. Gandhi est une sculpture en bronze de 1988 du Mahatma Gandhi sculptée par Zlatko Paunov et Steven Lowe. Elle est située sur la place au sud-est du bâtiment Ferry Building, le long de l'artère longeant l'océan Pacifique The Embarcadero à San Francisco, en Californie, aux États-Unis. La sculpture fait 2,4 mètres de haut et est posée sur un socle qui porte une plaque, élevée sur deux marches. C'était un cadeau de la Gandhi Memorial International Foundation.

## Réception
La statue a été inaugurée par Art Agnos, le maire de San Francisco à l'époque, le 3 octobre 1988. Une statue similaire des mêmes sculpteurs, Paunov et Lowe, est dévoilée sous un arbre banian dans le parc Kapiolani à Honolulu, à Hawaï, en 1990.
Le contributeur du site de la chaîne télévision du même nom msnbc.com, Chris Rodell, a écrit que la sculpture de Gandhi, un "végétarien renommé", était appropriée pour la place, étant le site d'un marché fermier hebdomadaire.
En 2010, un groupe appelé Organization for Minorities of India (en français : "Organisation pour les minorités de l'Inde"), s'est formé pour protester contre l'oppression des minorités indiennes. Il a exigé le retrait de la sculpture, affirmant que Gandhi était raciste et "qu['il] nourrissait des pulsions violentes".
La sculpture est une cible régulièrement vandalisée; les lunettes sont l'objet le plus volé et le bâton a été cassé à plusieurs reprises,.

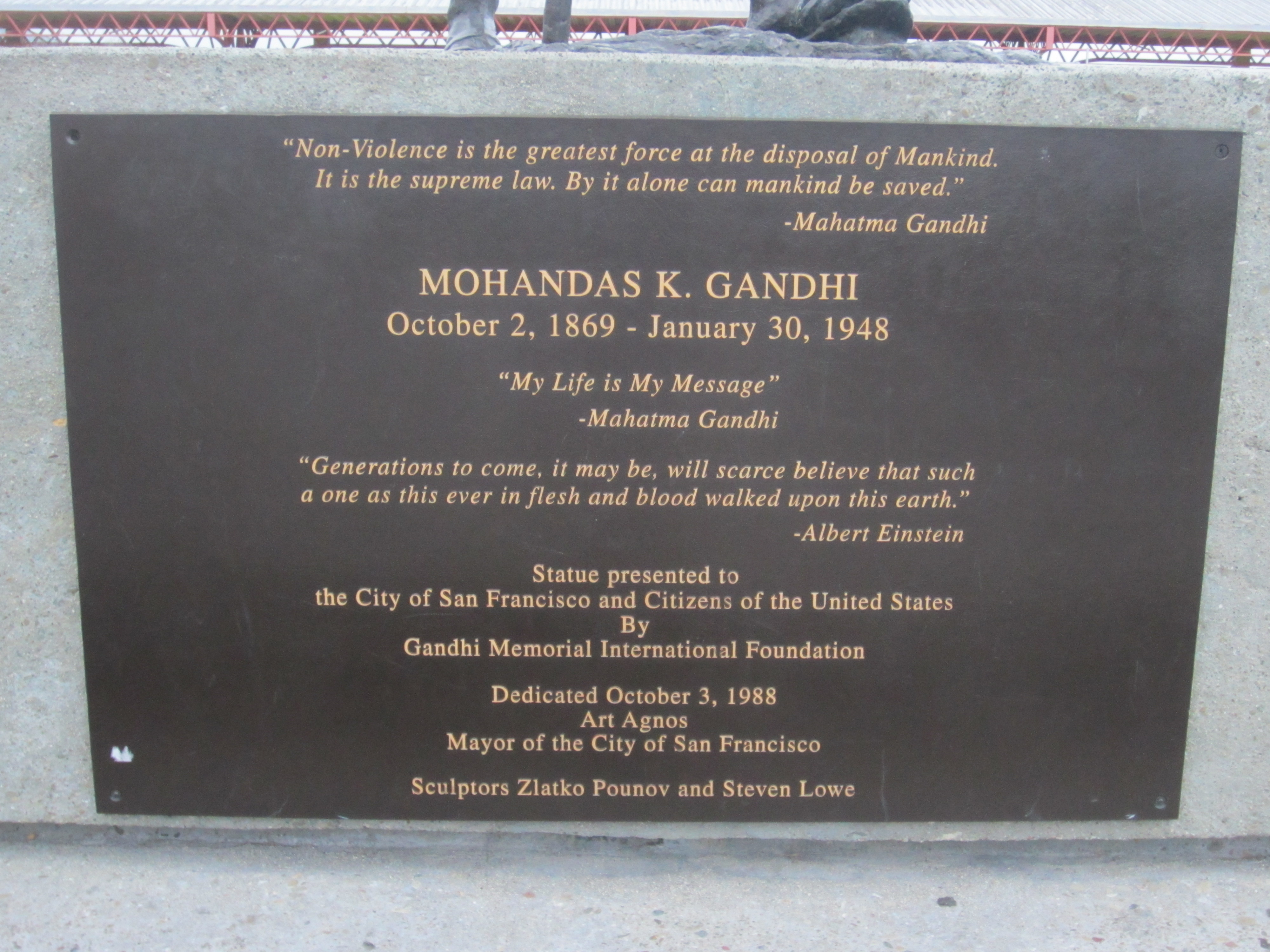
Plaque
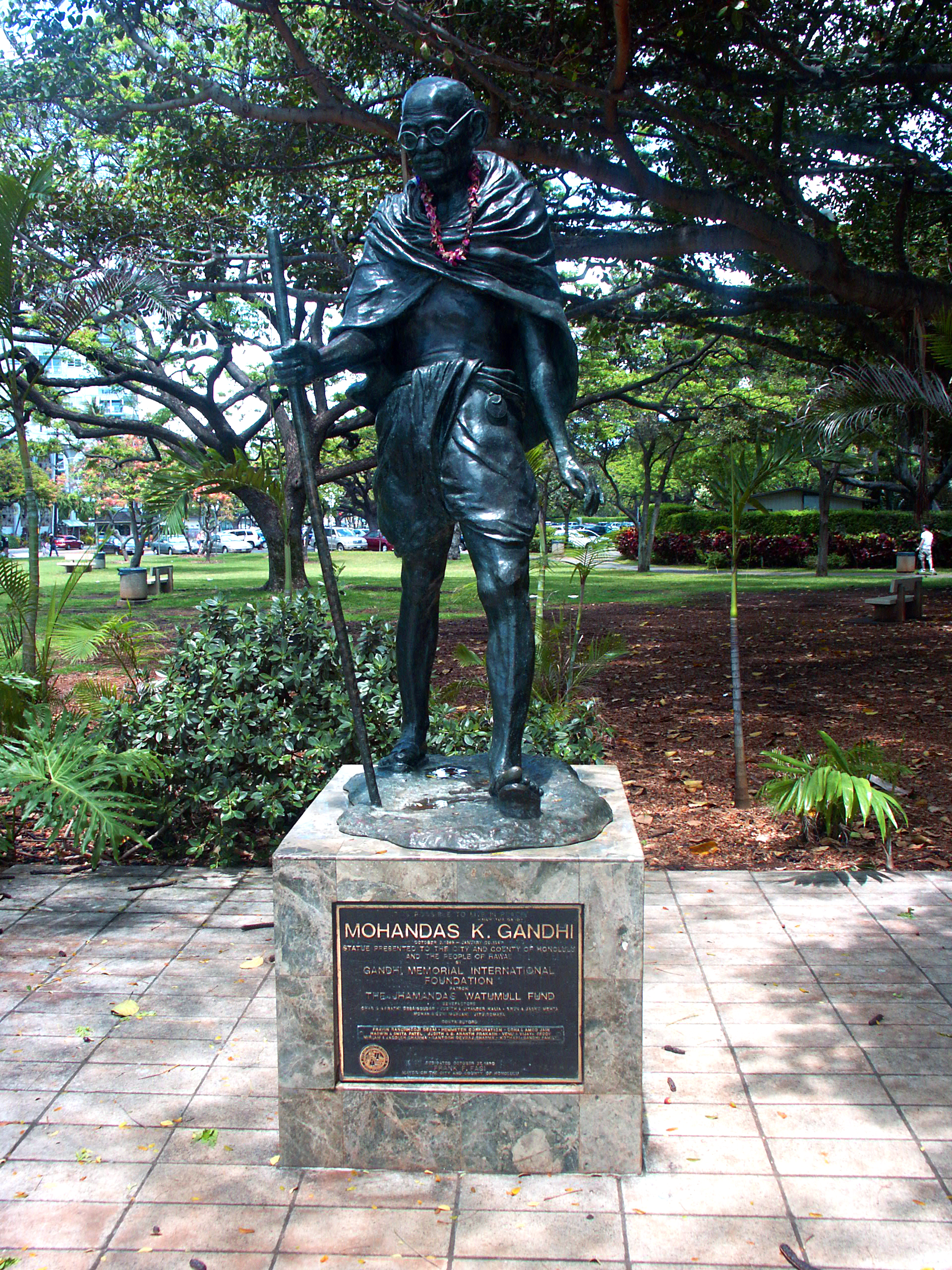
Statue de Gandhi par Paunov et Lowe à Hawaï